# Lesjöfors kyrka
Lesjöfors kyrka är en kyrkobyggnad i Filipstads kommun. Den är församlingskyrka i Filipstads församling, Karlstads stift. Kyrkan ligger i västra delen av Lesjöfors samhälle.

## Kyrkobyggnaden
Träkyrkan uppfördes 1971 efter ritningar av arkitekt Åke Sjöman. Kyrkan har en stomme av liggtimmer och består av ett rektangulärt långhus med rakt avslutat kor i öster. Norr om koret finns en vidbyggd sakristia.
Kyrkorummet har ett golv belagt med lackade brädor, väggar klädda med brunbetsade väggstockar och ett tredingstak uppburet av limträtakstolar.

## Inventarier
I koret finns altare, altarring, dopfunt, predikstol samt kororgel. Alla dessa är utförda av furu i modernt formspråk. Kororgeln med tio stämmor är konstruerad av orgelbyggare Gunnar Carlsson i Borlänge och byggd av Aug. Laukhuff i Weikersheim, Västtyskland.

### Webbkällor
- Kyrkor i Karlstads stift Del I, Utgiven av Värmlands Museum och Karlstads stift, 2008, ISBN 91-85224-71-5